# Dlouhá zbraň
Dlouhá zbraň je pojem používaný v zákoně o zbraních č. 119/2002 Sb. Podle zákonné definice je to palná zbraň, která nevyhovuje definici krátké zbraně. To znamená, že délka hlavně je nad 300 mm a celková délka je více než 600 mm. Rozdělení palných zbraní na dlouhé a krátké je určeno jen pro ruční palné zbraně.

## Jiná definice
Podle některých pramenů je původem tohoto dělení určení konstrukce zbraně pro střelbu za použití jedné ruky u krátkých zbraní, nebo naopak obou rukou u dlouhých zbraní.

## Chladné zbraně
V některých pramenech se lze setkat s použitím tohoto spojení i u  chladných zbraní. Viz příklad uvedený v externích odkazech. V tomto případě se jedná o použití ve významu přídavného jména dlouhý a nelze je zaměňovat s popisovanou kategorií.

## Příklady
Hlavními zástupci ve skupině dlouhých zbraní jsou kulovnice, kombinované zbraně a brokovnice. Mezi dlouhé zbraně patří také některé verze samopalů a většina útočných pušek.

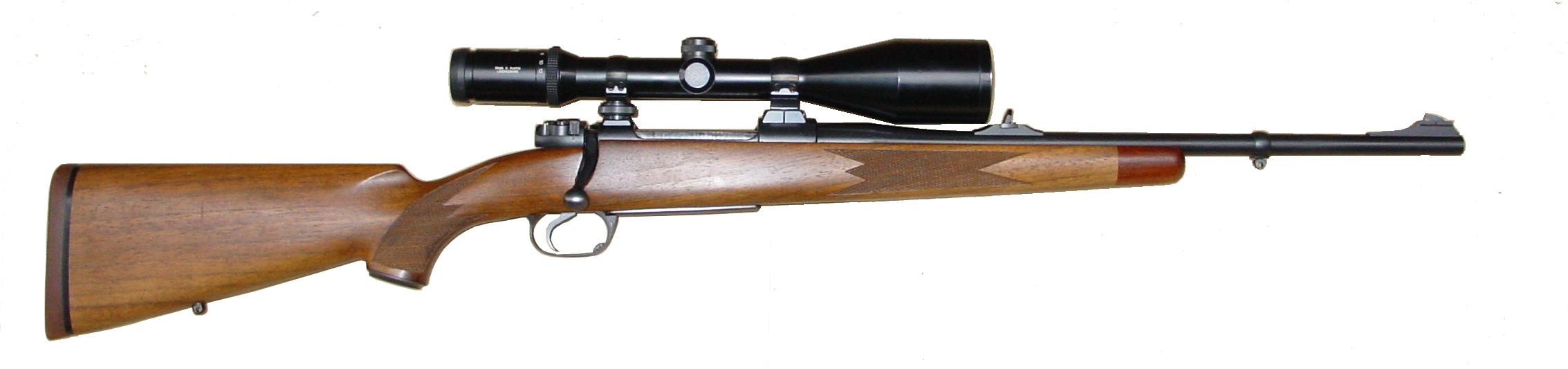
Lovecká kulovnice
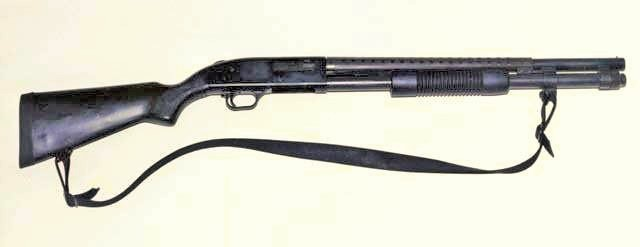
Opakovací brokovnice Mossberg
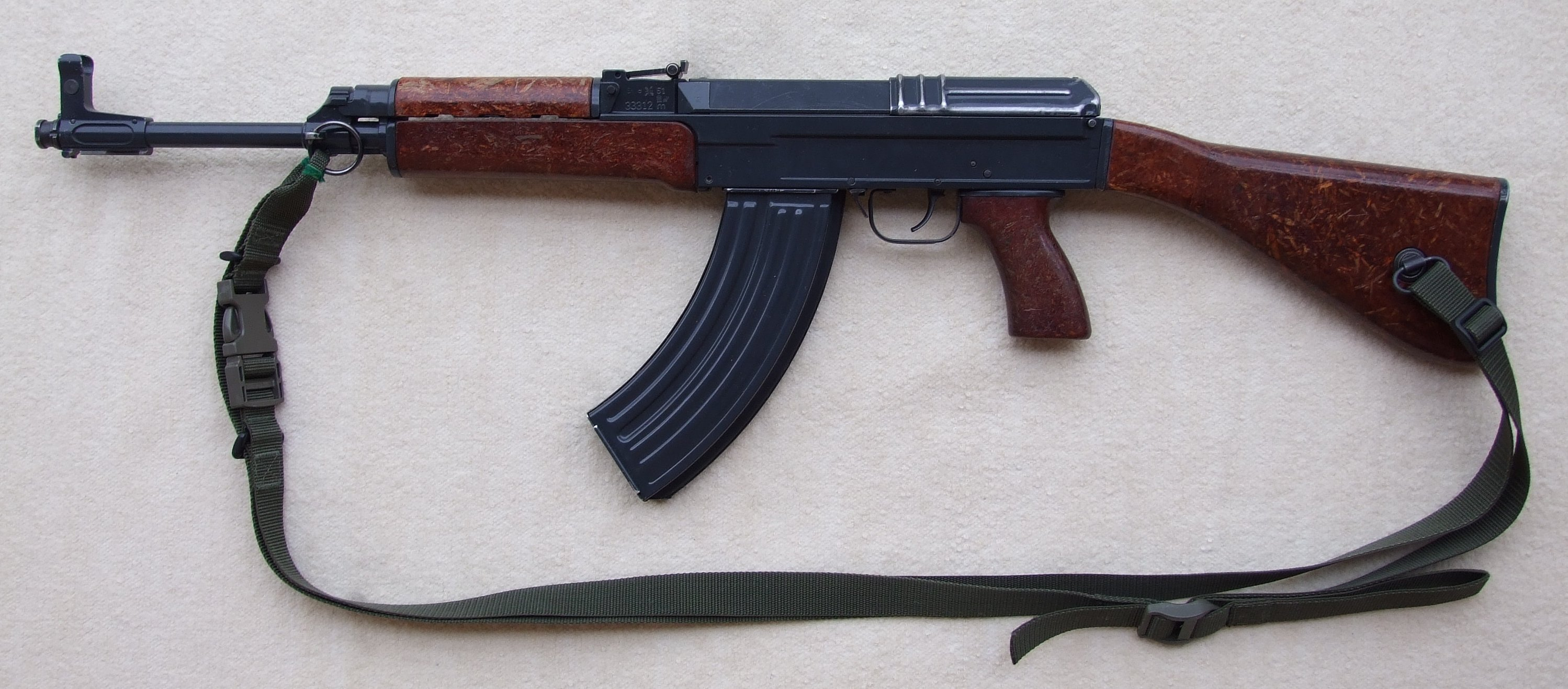
Útočná puška SA 58
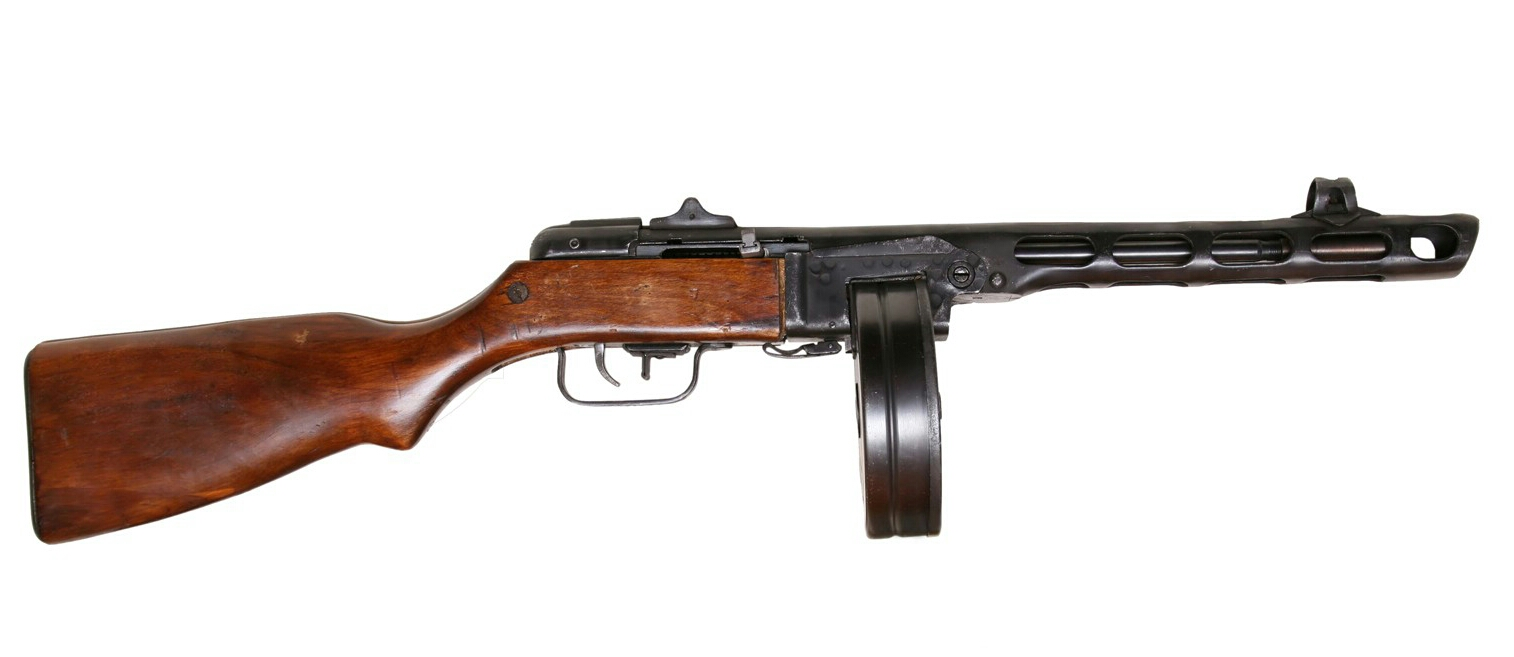
Samopal PPS 41 Špagin